# 球状半導体
球状半導体とは球形の半導体素子。

## 概要
1990年代後半から2000年代初頭にかけて開発が進められた。球形の特徴を活かした用途への適用が検討され、センサーやRFID等、現在のモノのインターネットに相当する多種多様な概念が考案された。実際には太陽電池等、一部を除き、販売されなかった。

## 要素技術
球状単結晶
シリコンの原料を管の内部を落下させながら徐々に冷却して直径1mm程度の単結晶を作成する。
非接触工程
シリコンの球状単結晶を浮上させながら工程間を輸送、順次処理する。
3次元VLSI設計
球面全体にひずみなく回路が作れ、レイアウト設計も自由に行え、作成したデータを露光装置に送りそのまま露光できるABLE (Advanced Ball Layout Editor) というデザインツールが開発された。
球状リソグラフィ
CADから6分割されたビットマップデータを6個のデジタルミラーデバイスで球体表面に投影して一括全面露光する。
3次元VLSIクラスタリング
機能の異なる球状半導体を複数個結合させて使う結合には直径80μmの金のマイクロボールバンプを球面半導体の特定の場所に作成して互いに熱圧着で接触させて機能の増加をはかる。

## 長所
- 従来のウエハーを使用する半導体素子は製造の過程でおよそ半分の単結晶がスライスやダイシングの行程で切り屑になってしまうが、球状半導体ではそのような無駄が少ない。
- 同じ量のシリコンであれば球状半導体の実用的な表面積は従来の2次元の半導体の3倍なので多くの回路を焼き付ける事が可能。
- 製造設備が廉価にできるとされる[4]。

## 短所
- 従来の半導体製造設備の大部分は使用できないので新規に開発する必要があり、これが製造費用を押し上げる要因となる。
- 従来の半導体の製造工程とかけ離れていて互換性がないので、市場競争や規模の経済の恩恵を享受できない。
- 平面に比べ露光が難しいため、集積度に限界がある。
- 球状の半導体で実現できる機能、用途の大半は既に従来の2次元半導体でも実用化されているのでわざわざ新規に導入する利点が無い。

## 用途
加速度・傾斜センサー
犠牲層エッチングによりシリコンボールと外殻（シェル）の間に数μｍの空間を形成するとシリコンボールはシェルの中で自由に動けるようになり、加速時や傾斜時に内部のシリコンボールがシェル内で転がることにより、ボールとシェルの間隔が変化するのでその静電容量変化を検出して電気信号処理することにより、3次元の静電浮上型・加速度・傾斜センサーが実現できる。
無線温度センサー
温度検出回路、制御回路、高周波回路を球面半導体に作り込んでコイルを巻けば電源を持たずに外部との無線通信が可能になり、外部からの誘導電流で球面半導体の集積回路を動作させることができる。
太陽電池
PN接合が出来れば太陽電池が作成可能、シリコンの材料の製造に要するエネルギーが少なく、スライシング、ダイシングによる切り屑が発生せず、無駄が出ないので低コスト化が可能で柔軟性を兼ね備えた太陽電池を作成できる。
医療分野
手術時にメス、はさみ、手袋などを体内に置き忘れないようにRFIDの一種ともいえる「電子スポンジカウント」と呼ぶコイルを巻き付けたボール半導体が試作された。「メディカルボール」と称するドラッグデリバリーシステムやカプセル内視鏡も想定される。

## 文献
- Savage, Lorraine. "Spherical semiconductors may become reality." Solid State Technology 41.8 (1998): 34-36.
- 仲野英志,竹田宣生. "ボール・テクノロジー, その現状と未来 (MES'99 第 9 回マイクロエレクトロニクスシンポジウム論文集)--(招待講演)." マイクロエレクトロニクスシンポジウム論文集 9 (1999): 1-8.
- 竹田宣生. "球状半導体が半導体産業の形態を変える?." パリティ 15.4 (2000): 43-46.
- 貫井孝, 菅沼克昭, 畑田賢造、「MES'99 報告」 『エレクトロニクス実装学会誌』 2000年 3巻 1号 p.84-89, doi:10.5104/jiep.3.84
- Doe, Paula. "Serendipitous applications: Ball Semi sells litho tool and MEMS sensor.(Technology News)." Solid State Technology 45.8 (2002): 24-26.
- Yamanaka, Kazushi, et al. "Ultramultiple roundtrips of surface acoustic wave on sphere realizing innovation of gas sensors." ieee transactions on ultrasonics, ferroelectrics, and frequency control 53.4 (2006): 793-801. doi:10.1109/TUFFC.2006.1621507
- 石川明. "挑む 石川明氏 (テキサス・インスツルメンツ前上級副社長) 手作りゴルフ場・半導体メ-カ-… 夢に向かって走る." 日経ビジネス 864 (1996): 86-88.
- 石川明,山根一眞. "メタルカラーの時代 (493) 世界市場を震撼させる直径 1 ミリの球状半導体 (1) 特許申請は 300 件以上! 米テキサス州ダラスに誕生した日本のハイテクベンチャーの挑戦" 週刊ポスト 33.27 (2001年7月6日): 184-187.
- 石川明,山根一眞. "メタルカラーの時代 (494) 世界市場を震撼させる直径 1 ミリの球状半導体 (2) ズレは1%以内!? 6分割された球全面にIC回路の配線図を一瞬にして焼き付ける新技術" 週刊ポスト 33.28 (2001年7月13日): 186-189.
- 石川明,山根一眞. "メタルカラーの時代 (495) 世界市場を震撼させる直径 1 ミリの球状半導体 (3) 製造コストは1個1円!? アンテナ付きシリコン球の次なる課題は「電波を遠くに飛ばす技術」だ。" 週刊ポスト 33.29 (2001年7月20日): 176-179.
- 日経ビジネス 2004年4月12日号 P12 時事潮流
- 仲野英志 『ITの先駆者丸い半導体（ボール・セミコンダクター）に挑んだ男たち』 2006年、新生出版、ISBN 978-4-86128-165-5。

## 特許
殆どの特許は特許料未納により無効になっている
- アメリカ合衆国特許第 6,004,396号
- アメリカ合衆国特許第 6,069,682号
- アメリカ合衆国特許第 5,945,725号
- アメリカ合衆国特許第 5,975,011号
- アメリカ合衆国特許第 6,052,517号
- アメリカ合衆国特許第 6,030,013号
- アメリカ合衆国特許第 6,015,464号
- アメリカ合衆国特許第 5,986,348号
- アメリカ合衆国特許第 5,949,557号
- アメリカ合衆国特許第 5,877,943号
- アメリカ合衆国特許第 6,136,617号
- アメリカ合衆国特許第 6,130,742号
- アメリカ合衆国特許第 6,117,772号
- アメリカ合衆国特許第 6,077,388号
- アメリカ合衆国特許第 6,074,476号
- アメリカ合衆国特許第 6,071,315号
- アメリカ合衆国特許第 6,061,118号
- アメリカ合衆国特許第 6,055,928号
- アメリカ合衆国特許第 6,053,123号
- アメリカ合衆国特許第 6,049,996号
- アメリカ合衆国特許第 6,366,206号
- アメリカ合衆国特許第 6,546,268号
- アメリカ合衆国特許第 5,955,776号
- アメリカ合衆国特許第 6,447,448号
- アメリカ合衆国特許第 6,415,184号
- アメリカ合衆国特許第 6,464,687号
- アメリカ合衆国特許第 6,266,567号
- アメリカ合衆国特許第 6,251,550号
- アメリカ合衆国特許第 6,261,247号
- アメリカ合衆国特許第 5,945,725号
- アメリカ合衆国特許第 6,178,131号
- アメリカ合衆国特許第 6,179,922号
- アメリカ合衆国特許第 6,355,873号
- アメリカ合衆国特許第 6,423,974号
- アメリカ合衆国特許第 6,203,658号

他多数